# Хаустович Сергій Олегович
Сергі́́й Оле́гович Хаусто́вич (8 квітня 1980 — 10 лютого 2015) — старший солдат Збройних сил України.

## Життєвий шлях
Батько Сергія був військовим, родина в швидкому часі переїхала до Радомишля. Закінчив радомишльську школу, став військовослужбовцем. Одружився, подружжя виховувало двох доньок.
В часі війни — водій-електрик, 95-та окрема аеромобільна бригада.
10 лютого 2015-го загинув під час обстрілу російськими терористами з боку Горлівки із РСЗВ «Смерч» аеродрому Краматорська — помер від ран. Тоді ж загинули Євген Бушнін, Володимир Глубоков, Віктор Дев'яткін, Володимир Довганюк,
Денис Жембровський, Ігор Шевченко, Сергій Шмерецький.
Без Сергія лишилися дружина й дві доньки.
13 лютого 2015-го похований в місті Радомишль.

## Нагороди
За особисту мужність і героїзм, виявлені у захисті державного суверенітету та територіальної цілісності України, вірність військовій присязі під час російсько-української війни, відзначений — нагороджений
- орденом «За мужність» III ступеня (посмертно)